# Talisca Reis
Talisca Jezierski dos Reis (Porto Velho, 1 de agosto de 1989) é uma taekwondista brasileira.
Atualmente, ocupa a 8ª posição do ranking olímpico e 11ª no ranking mundial. .

## Conquistas
Integrante da seleção Brasileira de Taekwondo de 2008 até 2020
Reserva Olímpica Rio 2016.
- 🥇🥇🥇 medalha de ouro no Campeonato Brasileiro Universitário.
- 🥈 Medalha de prata nos Jogos Mundiais Militares
- 🥉Medalha de bronze Mundial Militar- 2014.
- 🥈 Medalha de prata nos Jogos Pan Americanos.
- 🥇🥈- Campeonatos Pan-Americanos
- 🥈 - Grand Prix G4
- 🥈Medalha de prata nos Jogos Sul-Americanos .
- 🥇 🥇🥇🥇🥇Campeonatos Opens G1
- 🥈 🥈🥈🥈🥈🥈🥈🥈  Campeonatos Opens G1
- 🥉🥉 🥉🥉🥉🥉 - Campeonatos Opens G1
- 🥇🥇 - Campeonatos Opens G2
- 🥈🥈🥈 -  Campeonatos Opens G2
- 🥉🥉🥉🥉- Campeonatos Opens G2